# Colegio La Salle Guaparo
La Unidad Educativa Colegio La Salle Guaparo - Valencia es una institución católica fundada por los Hermanos de las Escuelas Cristianas (mejor conocidos en el mundo como Hermanos de La Salle). En Venezuela la presencia lasallista cuenta con una historia de 111 años en el país, luego de que en 1913 llegarán al país, concretamente a la ciudad de Barquisimeto y fuese establecido el primer Instituto La Salle del país en dicha ciudad, y no fue hasta 12 años después de su llegada a Venezuela que nace el Colegio La Salle Guaparo - Valencia. Esta institución abre sus puertas por primera vez en Valencia, estado Carabobo, en el año de 1925 y cuenta con una historia de 95 años en la ciudad. Esta institución presta sus servicios en los niveles de Educación Inicial, Educación Primaria y Educación Media General. Desde su fundación en la ciudad el colegio ha graduado a más de cinco mil estudiantes

## Historia

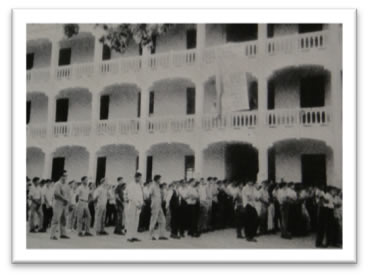
Formación de alumnos en sede Av. Urdaneta

Hacía poco tiempo que Valencia fuese considerada como Ciudad Episcopal, debido a que fue nombrado por primera vez como obispo Monseñor Granadillo, quien desde el primer momento, trabajo por dotar a la ciudad con un centro educativo dirigido por los Hermanos de La Salle quien había conocido en Europa. Los primeros miembros de la naciente obra lasallista fueron el Hno. Francisco Volfred, el Hno. Ángel, el Hno. Guillermo y el Hno. Gaspar. El Colegio La Salle de Valencia, fue fundado con el Nombre Sagrado Corazón de Jesús. Este abrió sus puertas por primera vez el 14 de septiembre de 1925 en una amplia casona situada en el cruce de la Av. Montes de Oca con la calle Vargas, propiedad de la Familia Febres Cordero; que hoy en día se ubica en su lugar el edificio Don Pelayo.

La excelente educación impartida por los Hermanos en los primeros años, hizo que su primera sede resultase muy pequeña, es por ello que llevó a los Hermanos a la búsqueda de lo que fue la segunda sede del Colegio Sagrado Corazón de Jesús de La Salle, encontrando una casona colonial donde había funcionado el colegio Alemán, en el cruce de la Av. Urdaneta con Independencia, hacia donde se mudaron en el año 1929, allí se construyó un edificio de tres pisos. En el primer y segundo piso se habilitaron amplios salones de clases. En el tercer piso además de algunas aulas se organizó un salón el cual podía utilizarse como teatro , salas de cine o salón de conferencias. También estaban locales de la Comunidad de los Hermanos y al fondo una cocina y el comedor. En frente del edificio había un patio que durante muchos años sirvió como cancha de deportes , sobre todo basquetbol. En el mismo patio, donde se realizaba deporte, era el mismo que los alumnos utilizaban para formarse antes de entrar a clase, esto es debido a la costumbre de aquella época.

### La Sede Guaparo

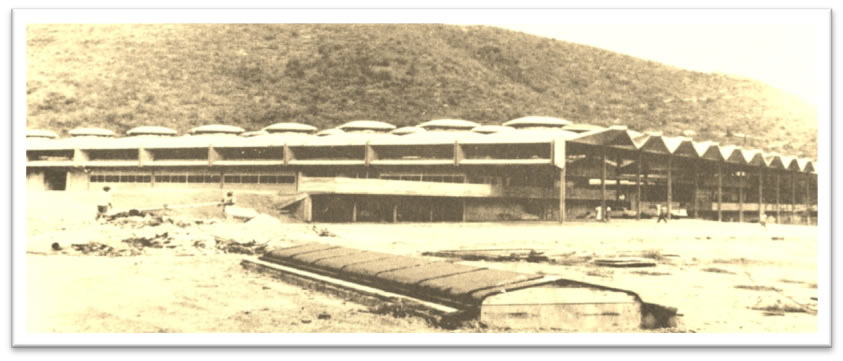
Fachada de la primera sede, tomada desde el terreno que actualmente ocupa el Gimnasio del Colegio.

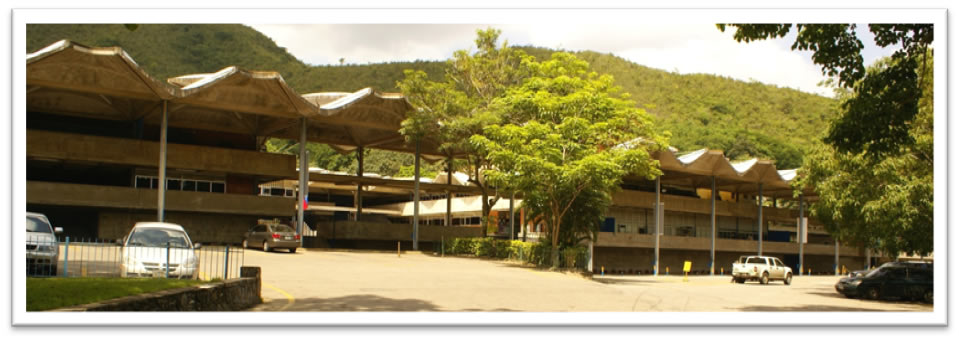
Fachada de la actual sede, foto tomada en el año 2012.

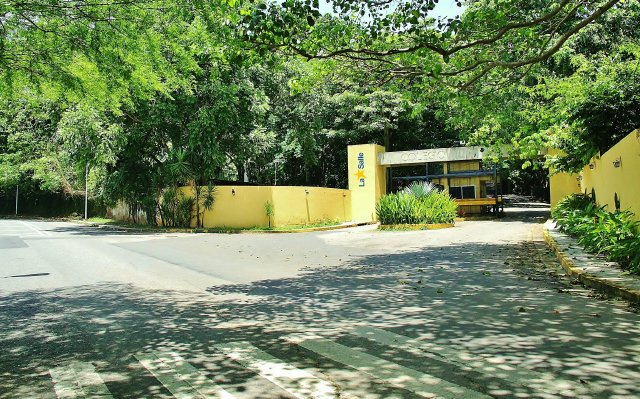
Entrada principal del colegio.

Al norte de la ciudad de Valencia se encontraba el fundo Guaparo, este perteneció en otros tiempos al General Santos Matute. A la muerte del Gral. Juan Vicente Gómez pasó a ser propiedad de la nación, siendo comprado luego por Rafael Yáñez. Para el 13 de julio de 1957 el Sr. Rafael Yáñez dirigió a los Hermanos una carta en la cual se ofrecía a la congregación un terreno para la construcción de una Escuela Primaria. El Hno Heraclio, director del entonces Colegio Sagrado Corazón La Salle, aceptó la donación y hoy en día este terreno es el que ocupan los campos deportivos.
No lejos al Oeste del campo deportivo existía una parcela de 15000 metros cuadrados que pertenecía al ejecutivo del estado donde se planeaba construir la Casa de Gobierno, el Gobierno pensó donar el terreno a las Hermanas de tarbes del colegio Lourdes, como ellas no habían mostrado interés alguno, el mismo secretario de Gobierno aconsejó al Hno. Heraclio que se lo pidiera a ellas. En la visita que el Hno Heraclio hizo al Colegio Nuestra Señora de Lourdes,  las Hermanas le respondieron que sabían de la donación, pero solo por prensa y no tenían documento alguno. Es por ello que decidieron que si se realizaría la donación ellas renunciaban a favor de los Hermanos de la Salle y así fue como se hizo un documento que actualmente es donde esta hoy el Colegio y el Gimnasio. Al pasar el tiempo se adquirió el terreno que colinda con el polígono de tiros así comenzó el proyecto donde hoy se encuentran las instalaciones del Colegio.
La obra fue inaugurada el 19 de mayo de 1956, el edificio que hoy ocupa educación inicial constaba de 8 aulas , 4 en el primer piso y 4 en el segundo , con un pequeño cuarto que era la Dirección. Las clases iniciaron el 23 de septiembre de 1956, La construcción de la residencia Guaparo se inició a partir de 1955 inaugurándose el mismo día que el colegio. 
En 1961 - 1962 se inicia un nuevo proyecto para Guaparo con el fin de tener una sede única. Encabezando la primera propuesta el arquitecto Filippone y el Hno Martín Méndez que era Director para la época y una segunda propuesta desde Caracas de los arquitectos Ignacio Zubizarreta y Montemayor. El Hno Jesús Hoyos fue el director durante la ejecución de la obra (1964 – 1966). Para los años 1966-1967 se unifica la Sede de la Av. Urdaneta con la actual Sede La Salle Guaparo y se inaugura nuevo colegio.

## Símbolos del Colegio

### Himno de Colegio
Como su nombre lo demuestra y con las notas marciales que acompañan sus letras, la marcha Lasallista, constituye el himno que plantea ayudar a avivar y a pregonar a través del canto, la identidad y la espiritualidad Lasallista.

A través de este Himno, se presentan los elementos fundamentales de la mística e identidad lasallista. La partitura la hicieron Ricardo Fábrega autor de la música e Ignacio de J. Valdés Jr. la letra.